# Jakub Gutenbaum

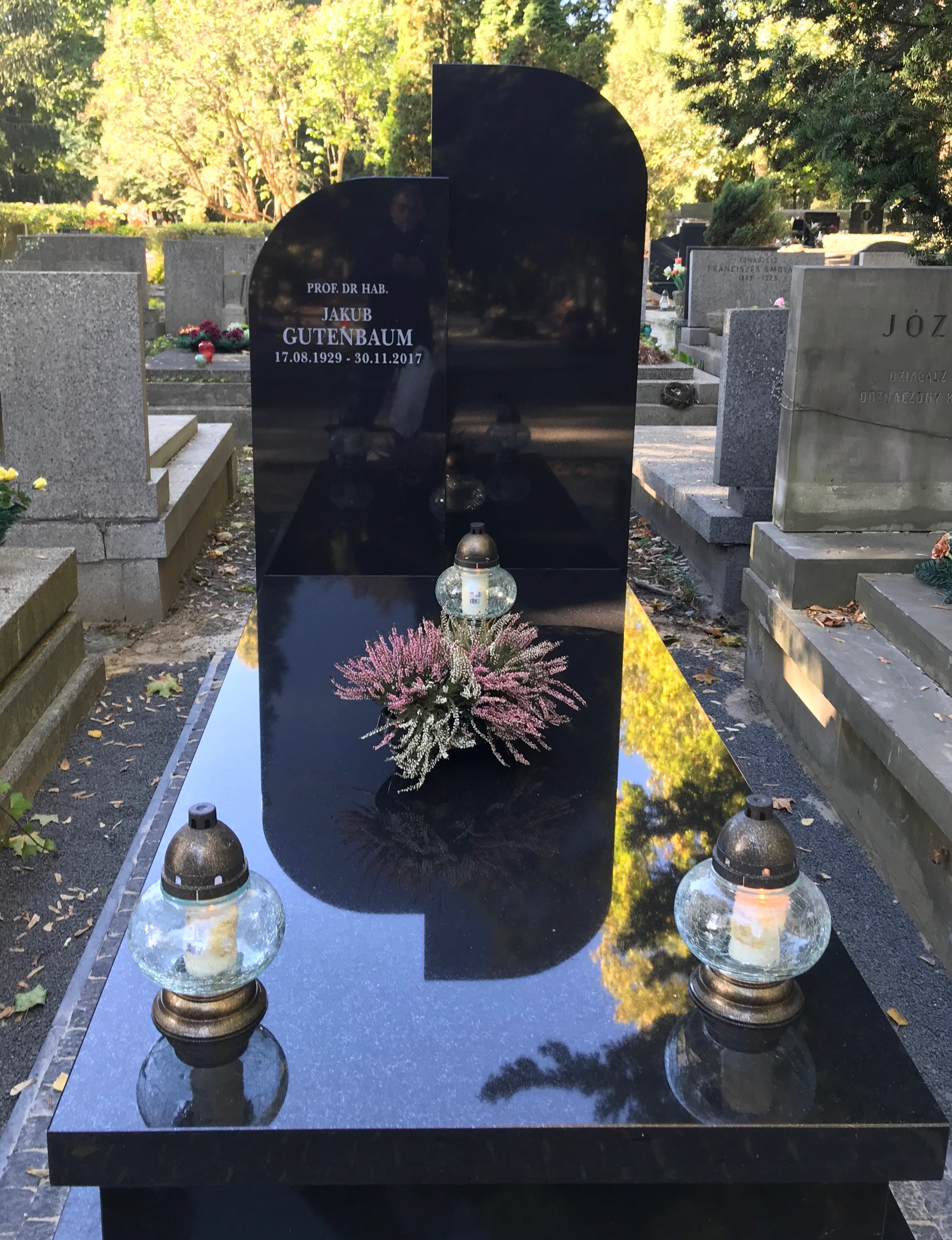
Grób Jakuba Gutenbauma na Wojskowych Powązkach

Jakub Gutenbaum (ur. 17 sierpnia 1929 w Warszawie, zm. 30 listopada 2017 tamże) – polski inżynier, specjalizujący się w automatyce i robotyce. Inicjator powstania i wieloletni przewodniczący Stowarzyszenia Dzieci Holocaustu w Polsce.

## Życiorys
Urodził się w Warszawie w rodzinie żydowskiej, jako syn nauczycieli Arona i Rywy Gutenbaumów. Miał o trzy lata młodszego brata. Po rozpoczęciu okupacji Warszawy jego ojciec, obawiając się niemieckich represji, przedostał się na tereny zagarnięte przez Związek Radziecki. Deportowany na Syberię zmarł z wycieńczenia w 1943.
W 1940 wraz z matką i bratem został przesiedlony do getta warszawskiego. Zamieszkali w mieszkaniu ciotki przy ulicy Franciszkańskiej 6. Rodzina utrzymywała się z pracy matki w Centosie oraz z wyprzedaży posiadanych rzeczy. Po pewnym czasie został zatrudniony jako goniec w Wydziale Szkolnym Gminy Żydowskiej, a później jako doręczyciel nakazów płatniczych.
Po zmniejszeniu obszaru getta Jakub Gutenbaum wraz z rodziną przeniósł się do mieszkania stryja na rogu ulic Zamenhofa i Niskiej. Podczas wielkiej akcji deportacyjnej w lecie 1942 ukrywał się na strychu kamienicy, w której mieszkał, a następnie przy ul. Zamenhofa 24 w pokoju, którego drzwi były zamaskowane ciężkim kredensem. W tym czasie wywiezieni zostali i zamordowani w Treblince członkowie jego najbliższej rodziny: cztery ciotki - dwie siostry matki z rodzinami oraz dwie siostry ojca i stryj z rodzinami. Po zakończeniu akcji stał się jedynym żywicielem rodziny. Sprzedawał papierosy w bramie domu przy ul. Muranowskiej 44. Kolejną akcję wysiedleńczą w styczniu 1943 przeżył również w kryjówce przy ul. Zamenhofa. W tym okresie utrzymywał kontakt z syjonistyczną grupą ruchu oporu, Akibą, której przywódcą był Lutek Rotblat. Pomagał mu w przeprowadzeniu udanego zamachu na agenta Gestapo Alfreda Nossiga.
Po wybuchu powstania w getcie wraz z matką i bratem ukrywał się w bunkrze przy ul. Zamenhofa. Była to piwnica z zamaskowanym wejściem, bez źródła wody i prądu. 30 kwietnia lub 1 maja 1943 bunkier został zdekonspirowany, a osoby w nim przebywające pognane na Umschlagplatz. Po kilku dniach deportowano wszystkich do Lublina, skąd trafili do obozu koncentracyjnego na Majdanku. Tam Gutenbaum został skierowany do grupy mężczyzn zdolnych do pracy, zaś matkę z bratem zgładzono w komorze gazowej. Przebywał w obozie koncentracyjnym na Majdanku ponad dwa miesiące.
W lipcu 1943 został wysłany do obozu w Skarżysku-Kamiennej, gdzie pracował w fabryce amunicji przy rozbrajaniu pocisków przeciwlotniczych. Zachorował wówczas na tyfus plamisty. Podczas selekcji obozowej jako chory znalazł się w grupie osób do rozstrzelania. Życie uratował mu lekarz dentysta Alter Rozenberg.
W sierpniu 1944 obóz ewakuowano, a część więźniów zdolnych do pracy, w tym Gutenbauma, wysłano do Buchenwaldu. Stamtąd został deportowany do obozu w Schlieben, gdzie pracował w fabryce amunicji. Głód, ciężka praca i trudne warunki sanitarne doprowadziły do ropienia ran na jego nogach. Znalazł się w lazarecie, gdzie pomagał mu belgijski lekarz Horace Leleux z Ath, deportowany do obozu koncentracyjnego za udział w belgijskim ruchu oporu. Na kilka tygodni przed końcem wojny obóz zlikwidowano, a żydowskich więźniów przetransportowano do Theresienstadt. Obóz został wyzwolony przez Armię Czerwoną w maju 1945.
Po zakończeniu wojny znalazł się w żydowskim domu dziecka w Helenówku pod Łodzią. Następnie przez kilkanaście miesięcy przebywał we Francji i Belgii. Po powrocie do Polski zamieszkał w Warszawie u stryja, który przeżył wojnę w Związku Radzieckim. W 1955 ukończył studia w Instytucie Energetycznym w Moskwie i rozpoczął pracę w Polskiej Akademii Nauk. Doktorat (1962) i habilitację (1968) uzyskał na Politechnice Warszawskiej. W 1976 otrzymał tytuł profesora.
Był pracownikiem naukowym Instytutu Badań Systemowych Polskiej Akademii Nauk oraz Wyższej Szkoły Informatyki Stosowanej i Zarządzania. Specjalizował się w analizie systemowej, automatyce, badaniach operacyjnych, modelowaniu matematycznym, teorii sterowania oraz zarządzaniu.
W latach 1991–2000 pełnił funkcję przewodniczącego Stowarzyszenia „Dzieci Holocaustu” w Polsce, a później był honorowym przewodniczącym tej organizacji. Był także członkiem Stowarzyszenia Żydów Kombatantów i Poszkodowanych w II Wojnie Światowej. Wchodził również w skład Komitetu Wspierania Muzeum Historii Żydów Polskich Polin w Warszawie.
15 maja 2003 został odznaczony Krzyżem Oficerskim Orderu Odrodzenia Polski. 
Został pochowany na cmentarzu Wojskowym na Powązkach (kwatera B33-8-4).

## Publikacje
- 2003: Modelowanie matematyczne systemów
- 2001: Podstawy modelowania matematycznego. Cz. B, Modele dynamiczne
- 2000: Podstawy modelowania matematycznego. Cz. A, Modele statyczne
- 1988: Dynamic multistage processes, Systems and Control Encyklopedia
- 1982: Propozycja systemu opodatkowania przedsiębiorstw przemysłowych
- 1975: Problemy teorii regulatorów
- 1975: Zagadnienia teorii regulatorów optymalnych
- 1969: Analityczne i iteracyjne algorytmy adaptacji
- 1968: Zagadnienia adaptacyjnego sterowania wielowymiarowymi obiektami dynamicznymi